# Třinec
Třinec település Csehországban, a Frýdek-místeki járásban. Třinec Košařiska, Vendryně, Smilovice, Řeka, Ropice, Morávka, Český Těšín és Gmina Goleszów településekkel határos. Lakosainak száma 34 266 fő (2024. január 1.).

## Népesség
A település lakosságának változását az alábbi diagram mutatja:
| Lakosok száma | 7484 | 11 201 | 16 112 | 15 619 | 44 739 | 38 953 | 35 596 | 35 131 | 34 222 | 34 266 |
|               | 1869 | 1890   | 1921   | 1950   | 1980   | 2001   | 2017   | 2019   | 2022   | 2024   |

## Híres személyek
- Albert Černý (1989– ) cseh énekes, Csehország képviselője a 2019-es Eurovíziós Dalfesztiválon bandájával, a Lake Malawi-val.
- Tadeusz Kraus (1932–2018) csehszlovák válogatott labdarúgó, edző.